# متیاهو
متیو پل میلر (به انگلیسی: Matthew Paul Miller) (زاده ۳۰ ژوئن ۱۹۷۹) موزیسین رگی و آلترنتیو راک آمریکایی است.
او هم چنین در فیلم تسخیر بازی کرده‌است.